# Ann Prentiss
Ann Prentiss, pseudonimo di Ann Elizabeth Ragusa (San Antonio, 27 novembre 1939 – Chowchilla, 12 gennaio 2010), è stata un'attrice statunitense.

## Biografia
Figlia di Paulene Gardner e Thomas J. Ragusa, professore universitario di scienze sociali di origini siciliane, e sorella minore di Paula Prentiss, anch'essa attrice, ha recitato in una trentina di film e serie televisive tra il 1962 e il 1988. Il suo ruolo più conosciuto fu quello del sergente di polizia Candy Kane, la fidanzata di Capitan Nice (chimico e supereroe timido impersonato da William Daniels) nella serie televisiva omonima creata da Buck Henry e andata in onda nel 1967 sulla NBC. Altre serie televisive nelle quali prese parte come guest star furono Vita da strega, Get Smart - Un detective tutto da ridere, Gli eroi di Hogan e Baretta. Nel 1971 fu la protagonista, accanto a Kenneth Mars e Scott C. Kolden, nell'episodio pilota di una sitcom della CBS che non fu realizzata, Me and Joe.
Al cinema partecipò ai film Tutti i mercoledì, Il cocktail del diavolo, Un provinciale a New York e California Poker dove fu protagonista accanto a George Segal ed Elliott Gould. L'ultimo suo lavoro fu nella commedia Ho sposato un'aliena, con Kim Basinger e Dan Aykroyd, dove prestò la voce al personaggio di un'entità aliena nascosta in una borsa, che curiosamente, nella versione italiana, è doppiato da un attore, Gianfranco Bellini.
Nel 1996 Ann Prentiss venne condannata da un tribunale della California per aver aggredito suo padre e per una minaccia successiva contro i membri della sua famiglia. Il procuratore distrettuale affermò che l'attrice, mentre era incarcerata con l'accusa di aggressione, aveva tentato di ingaggiare un altro detenuto per uccidere tre persone (suo padre, il marito della sorella Richard Benjamin e il nipote Ross Benjamin). Il 23 luglio 1997 il tribunale la condannò a 19 anni di reclusione.
Morì in carcere, dopo aver scontato dodici anni della condanna, nel gennaio del 2010, all'età di 70 anni. La salma fu traslata a Los Angeles, ma il luogo di sepoltura non venne reso noto.

## Filmografia

### Cinema
- Tutti i mercoledì (Any Wednesday), regia di Robert Ellis Miller (1966)
- Mandato di uccidere (Assignment to Kill), regia di Sheldon Reynolds (1968)
- Il cocktail del diavolo (If He Hollers, Let Him Go!), regia di Charles Martin (1968)
- In Name Only, regia di E.W. Swackhamer (1969) – film tv
- Un provinciale a New York (The Out of Towners), regia di Arthur Hiller (1970)
- California Poker (California Split), regia di Robert Altman (1974)
- Phillip and Barbara, regia di Leonard Stern (1976) – film tv
- Ho sposato un'aliena (My Stepmother is an Alien), regia di Richard Benjamin (1988) – solo voce

### Televisione
- I'm Dickens, He's Fenster – serie TV, un episodio (1962)
- Il virginiano (The Virginian) – serie TV, 2 episodi (1963-1969)
- Vita da strega (Bewitched) – serie TV, un episodio (1966)
- Capitan Nice (Captain Nice) – serie TV, 13 episodi (1967)
- Mannix – serie TV, un episodio (1967)
- Get Smart – serie TV, un episodio (1968)
- Operazione ladro (It Takes a Thief) – serie TV, episodio 2x18 (1969)
- Gli eroi di Hogan (Hogan's Heroes) – serie TV, un episodio (1969)
- Operazione ladro (It Takes a Thief) – serie TV, un episodio (1969)
- Hawaii Squadra Cinque Zero (Hawaii Five-O) – serie TV, un episodio (1969)
- Una moglie per papà (The Courtship of Eddie's Father) – serie TV, un episodio (1969)
- Bonanza – serie TV, 3 episodi (1969-1971)
- Reporter alla ribalta (The Name of the Game) – serie TV, un episodio (1970)
- I nuovi medici (The Bold Ones: The New Doctors) – serie TV, un episodio (1970)
- Uno sceriffo a New York (McCloud) – serie TV, un episodio (1970)
- Love, American Style – serie TV, 3 episodi (1970-1972)
- Search – serie TV, un episodio (1972)
- Squadra emergenza (Third Watch) – serie TV, 2 episodi (1973-1974)
- Baretta – serie TV, un episodio (1975)
- Switch – serie TV, un episodio (1976)
- Quark – serie TV, 7 episodi (1978) - solo voce
- Starsky & Hutch – serie TV, 2 episodi (1978-1979)
- Masquerade – serie TV, un episodio (1984)